# 朗厄马克-普尔卡佩勒
朗厄马克-普尔卡佩勒（荷蘭語：Langemark-Poelkapelle，荷蘭語發音：[ˈlɑŋəˌmɑrk ˌpulkaːˈpɛlə]）是比利时弗拉芒大區西佛兰德省伊珀尔区的一个市镇，通行荷蘭語，是弗拉芒社群的一部分，面积53.07平方千米，人口7,920人（2018年1月1日）。